# 四氮杂卟啉
四氮杂卟啉是一种四吡咯基大环化合物，化学式为C16H10N8，其结构与卟啉或酞菁相似。Patrick Linstead最早开始了四氮杂卟啉的研究。它的一个结构拓展是四吡嗪并四氮杂卟啉。
它在紫外、可见光和近红外光谱范围内的强烈电子吸收，Soret带位于300 - 400 nm，Q带在>600 nm处。